# Campionati europei di atletica leggera 2010 - 110 metri ostacoli
La competizione si è svolta tra il 29 ed il 30 luglio 2010.

## Podio
| #       | Atleta          | Nazionalità | Tempo | Note                                     |
| ------- | --------------- | ----------- | ----- | ---------------------------------------- |
| Oro     | Andy Turner     | Regno Unito | 13"28 | Miglior prestazione personale stagionale |
| Argento | Garfield Darien | Francia     | 13"34 | Miglior prestazione personale            |
| Bronzo  | Dániel Kiss     | Ungheria    | 13"39 |                                          |

## Record
Prima di questa competizione, il record del mondo (RM), il record europeo (EU) ed il record dei campionati (RC) sono i seguenti:
| Record                | Prestazione | Atleta                    | Data                                    | Competizione                                |
| --------------------- | ----------- | ------------------------- | --------------------------------------- | ------------------------------------------- |
| Record mondiale       | 12"87       | Dayron Robles Cuba        | 12 giugno 2008 Ostrava, Repubblica Ceca |                                             |
| Record europeo        | 12"91       | Colin Jackson Regno Unito | 22 agosto 1998 Stoccarda, Germania      |                                             |
| Record dei campionati | 13"02       | Colin Jackson Regno Unito | 16 agosto 1998 Budapest, Ungheria       | Campionati europei di atletica leggera 1998 |

## Programma
| Data           | Ora   | Turno      |
| -------------- | ----- | ---------- |
| 29 luglio 2010 | 10:45 | 1º turno   |
| 30 luglio 2010 | 18:35 | Semifinali |
| 30 luglio 2010 | 19:50 | Finale     |

## Risultati

### 1º turno
Passano i primi 3 in ogni batteria (Q) e i 4 migliori tempi (q)

#### Batteria 1
| Pos. | Corsia | Atleta                 | Paese       | T.reazione | Tempo | Note |
| ---- | ------ | ---------------------- | ----------- | ---------- | ----- | ---- |
| 1    | 8      | Dimitri Bascou         | Francia     |            | 13"65 | Q    |
| 2    | 3      | Artur Noga             | Polonia     |            | 13"68 | Q    |
| 3    | 2      | Jackson Quiñónez       | Spagna      |            | 13"78 | Q    |
| 4    | 6      | Konstadínos Douvalídis | Grecia      |            | 13"80 |      |
| 5    | 5      | Gregory Sedoc          | Paesi Bassi |            | 13"95 |      |
| 6    | 7      | Stefano Tedesco        | Italia      |            | 13"96 |      |
| 7    | 4      | Balázs Baji            | Ungheria    |            | 14"01 |      |

#### Batteria 2
| Pos. | Corsia | Atleta                 | Paese       | T.reazione | Tempo | Note                                     |
| ---- | ------ | ---------------------- | ----------- | ---------- | ----- | ---------------------------------------- |
| 1    | 1      | Andy Turner            | Regno Unito |            | 13"48 | Q                                        |
| 2    | 4      | Philip Nossmy          | Svezia      |            | 13"71 | Q                                        |
| 3    | 3      | Ladji Doucouré         | Francia     |            | 13"82 | Q                                        |
| 4    | 6      | Martin Mazác           | Rep. Ceca   |            | 13"87 |                                          |
| 5    | 8      | Alexandru Mihailescu   | Romania     |            | 13"99 |                                          |
| 6    | 7      | Alexandros Stavrides   | Cipro       |            | 14"04 | Miglior prestazione personale stagionale |
| 7    | 5      | Francisco Javier López | Spagna      |            | 14"15 |                                          |
| -    | 2      | Stanislav Olijar       | Lettonia    |            | -     | SQ                                       |

#### Batteria 3
| Pos. | Corsia | Atleta                | Paese       | T.reazione | Tempo | Note                                     |
| ---- | ------ | --------------------- | ----------- | ---------- | ----- | ---------------------------------------- |
| 1    | 7      | Petr Svoboda          | Rep. Ceca   |            | 13"50 | Q                                        |
| 2    | 4      | Marcel van der Westen | Paesi Bassi |            | 13"58 | Q,                                       |
| 3    | 3      | William Sharman       | Regno Unito |            | 13"60 | Q                                        |
| 4    | 5      | Alexander John        | Germania    |            | 13"61 | q                                        |
| 5    | 2      | Konstantin Shabanov   | Russia      |            | 13"73 | Miglior prestazione personale stagionale |
| 6    | 8      | Felipe Vivancos       | Spagna      |            | 13"82 |                                          |
| 7    | 6      | Juha Sonck            | Finlandia   |            | 13"88 |                                          |

#### Batteria 4
| Pos. | Corsia | Atleta            | Paese       | T.reazione | Tempo | Note |
| ---- | ------ | ----------------- | ----------- | ---------- | ----- | ---- |
| 1    | 5      | Dániel Kiss       | Ungheria    |            | 13"44 | Q    |
| 2    | 3      | Garfield Darien   | Francia     |            | 13"50 | Q    |
| 3    | 8      | Dominik Bochenek  | Polonia     |            | 13"58 | Q    |
| 4    | 4      | Matthias Bühler   | Germania    |            | 13"62 | q    |
| 5    | 6      | Maksim Lynsha     | Bielorussia |            | 13"65 | q,   |
| 6    | 7      | Jurica Grabusic   | Croazia     |            | 13"69 | q    |
| -    | 2      | Mantas Silkauskas | Lituania    |            | -     | SQ   |
| -    | 1      | David Ilariani    | Georgia     |            | -     | NP   |

#### Sommario
| Pos. | Batteria | Corsia | Atleta                 | Paese       | T.reazione | Tempo | Note                                     |
| ---- | -------- | ------ | ---------------------- | ----------- | ---------- | ----- | ---------------------------------------- |
| 1    | 4        | 5      | Dániel Kiss            | Ungheria    |            | 13"44 | Q                                        |
| 2    | 2        | 1      | Andy Turner            | Regno Unito |            | 13"48 | Q                                        |
| 3    | 4        | 3      | Garfield Darien        | Francia     |            | 13"50 | Q                                        |
| 3    | 3        | 7      | Petr Svoboda           | Rep. Ceca   |            | 13"50 | Q                                        |
| 5    | 4        | 8      | Dominik Bochenek       | Polonia     |            | 13"58 | Q                                        |
| 5    | 3        | 4      | Marcel van der Westen  | Paesi Bassi |            | 13"58 | Q,                                       |
| 7    | 3        | 3      | William Sharman        | Regno Unito |            | 13"60 | Q                                        |
| 8    | 3        | 5      | Alexander John         | Germania    |            | 13"61 | q                                        |
| 9    | 4        | 4      | Matthias Bühler        | Germania    |            | 13"62 | q                                        |
| 10   | 1        | 8      | Dimitri Bascou         | Francia     |            | 13"65 | Q                                        |
| 10   | 4        | 6      | Maksim Lynsha          | Bielorussia |            | 13"65 | q,                                       |
| 12   | 1        | 3      | Artur Noga             | Polonia     |            | 13"68 | Q                                        |
| 13   | 4        | 7      | Jurica Grabusic        | Croazia     |            | 13"69 | q                                        |
| 14   | 2        | 4      | Philip Nossmy          | Svezia      |            | 13"71 | Q                                        |
| 15   | 3        | 2      | Konstantin Shabanov    | Russia      |            | 13"73 | Miglior prestazione personale stagionale |
| 16   | 1        | 2      | Jackson Quiñónez       | Spagna      |            | 13"78 | Q                                        |
| 17   | 1        | 6      | Konstadínos Douvalídis | Grecia      |            | 13"80 |                                          |
| 18   | 2        | 3      | Ladji Doucouré         | Francia     |            | 13"82 | Q                                        |
| 18   | 3        | 8      | Felipe Vivancos        | Spagna      |            | 13"82 |                                          |
| 20   | 2        | 6      | Martin Mazác           | Rep. Ceca   |            | 13"87 |                                          |
| 21   | 3        | 6      | Juha Sonck             | Finlandia   |            | 13"88 |                                          |
| 22   | 1        | 5      | Gregory Sedoc          | Paesi Bassi |            | 13"95 |                                          |
| 23   | 1        | 7      | Stefano Tedesco        | Italia      |            | 13"96 |                                          |
| 24   | 2        | 8      | Alexandru Mihailescu   | Romania     |            | 13"99 |                                          |
| 25   | 1        | 4      | Balázs Baji            | Ungheria    |            | 14"01 |                                          |
| 26   | 2        | 7      | Alexandros Stavrides   | Cipro       |            | 14"04 | Miglior prestazione personale stagionale |
| 27   | 2        | 5      | Francisco Javier López | Spagna      |            | 14"15 |                                          |
| -    | 2        | 2      | Stanislav Olijar       | Lettonia    |            | -     | SQ                                       |
| -    | 4        | 2      | Mantas Silkauskas      | Lituania    |            | -     | SQ                                       |
| -    | 4        | 1      | David Ilariani         | Georgia     |            | -     | NP                                       |

### Semifinali
Passano in finale i primi 3 in ogni semifinale (Q) e i 2 migliori tempi (q).

#### Semifinale 1
| Pos. | Corsia | Atleta           | Paese       | Tempo | Note |
| ---- | ------ | ---------------- | ----------- | ----- | ---- |
| 1    | 3      | Garfield Darien  | Francia     | 13"39 | Q,   |
| 2    | 5      | Dániel Kiss      | Ungheria    | 13"47 | Q    |
| 3    | 1      | Alexander John   | Germania    | 13"56 | Q    |
| 4    | 6      | Dimitri Bascou   | Francia     | 13"57 | q    |
| 5    | 4      | Philip Nossmy    | Svezia      | 13"87 |      |
| 6    | 7      | Dominik Bochenek | Polonia     | 14"13 |      |
| -    | 2      | Jurica Grabusic  | Croazia     | NF    |      |
| -    | 8      | William Sharman  | Regno Unito | SQ    |      |

#### Semifinale 2
| Pos. | Corsia | Atleta                | Paese       | Tempo | Note |
| ---- | ------ | --------------------- | ----------- | ----- | ---- |
| 1    | 4      | Petr Svoboda          | Rep. Ceca   | 13"44 | Q    |
| 2    | 5      | Andy Turner           | Regno Unito | 13"50 | Q    |
| 3    | 6      | Artur Noga            | Polonia     | 13"53 | Q    |
| 4    | 3      | Marcel van der Westen | Paesi Bassi | 13"56 | q,   |
| 5    | 1      | Maksim Lynsha         | Bielorussia | 13"68 |      |
| 6    | 8      | Ladji Doucouré        | Francia     | 13"80 |      |
| 7    | 2      | Matthias Bühler       | Germania    | 13"99 |      |
| 8    | 7      | Jackson Quiñónez      | Spagna      | 14"03 |      |

#### Sommario
| Pos. | Batteria | Corsia | Atleta                | Paese       | Tempo | Note |
| ---- | -------- | ------ | --------------------- | ----------- | ----- | ---- |
| 1    | 1        | 3      | Garfield Darien       | Francia     | 13"39 | Q,   |
| 2    | 2        | 4      | Petr Svoboda          | Rep. Ceca   | 13"44 | Q    |
| 3    | 1        | 5      | Dániel Kiss           | Ungheria    | 13"47 | Q    |
| 4    | 2        | 5      | Andy Turner           | Regno Unito | 13"50 | Q    |
| 5    | 2        | 6      | Artur Noga            | Polonia     | 13"53 | Q    |
| 6    | 1        | 1      | Alexander John        | Germania    | 13"56 | Q    |
| 7    | 2        | 3      | Marcel van der Westen | Paesi Bassi | 13"56 | q,   |
| 8    | 1        | 6      | Dimitri Bascou        | Francia     | 13"57 | q    |
| 9    | 2        | 1      | Maksim Lynsha         | Bielorussia | 13"68 |      |
| 10   | 2        | 8      | Ladji Doucouré        | Francia     | 13"80 |      |
| 11   | 1        | 4      | Philip Nossmy         | Svezia      | 13"87 |      |
| 12   | 2        | 2      | Matthias Bühler       | Germania    | 13"99 |      |
| 13   | 2        | 8      | Jackson Quiñónez      | Spagna      | 14"03 |      |
| 14   | 1        | 7      | Dominik Bochenek      | Polonia     | 14"13 |      |
| -    | 1        | 2      | Jurica Grabusic       | Croazia     | NF    |      |
| -    | 1        | 8      | William Sharman       | Regno Unito | SQ    |      |

### Finale
| Pos.    | Corsia | Atleta                | Paese       | Tempo | Note                                     |
| ------- | ------ | --------------------- | ----------- | ----- | ---------------------------------------- |
| Oro     | 4      | Andy Turner           | Regno Unito | 13"28 | Miglior prestazione personale stagionale |
| Argento | 5      | Garfield Darien       | Francia     | 13"34 | Miglior prestazione personale            |
| Bronzo  | 6      | Dániel Kiss           | Ungheria    | 13"39 |                                          |
| 4       | 3      | Dimitri Bascou        | Francia     | 13"41 | Miglior prestazione personale            |
| 5       | 1      | Artur Noga            | Polonia     | 13"44 |                                          |
| 6       | 8      | Petr Svoboda          | Rep. Ceca   | 13"57 |                                          |
| 7       | 2      | Marcel van der Westen | Paesi Bassi | 13"58 |                                          |
| 8       | 7      | Alexander John        | Germania    | 13"71 |                                          |